# Chamaedoreeae
Tribu
Synonymes
- Hyophorbeae   Luerss.

Genres de rang inférieur
- Hyophorbe
- Wendlandiella
- Synechanthus
- Chamaedorea
- Gaussia

Chamaedoreeae est une tribu de la famille des palmiers (Arecaceae). Elle comprend cinq genres très dissemblables, tant par la forme que par la taille et l’habitat. Comme on le dit souvent «Phylogenetic research in progress at the moment ». 

## Caractéristiques
Les représentants de la tribu Chamaedoreeae ont des aspects très différents. La tribu comprend des palmiers bouteilles trapus, mais aussi de très petites espèces qui appartiennent aux palmiers de sous-bois. Il y a aussi des représentants avec des stipes élevés , mais aussi sans tronc (acaule). Les feuilles sont pennées et indivisées , les folioles sont presque toujours pointues, rarement effilochées. Les palmiers ont des sexes séparés (Dioïque) ou non ( monoécie ). Les fleurs sont sphériques et isolées ou en triades ou en inflorescence linéaires . L'ovaire se compose de trois compartiments et contient trois ovules . Le fruit est presque toujours solitaire, la cicatrice reste  basale.

## Diffusion
Trois genres sont communs de l'Amérique Centrale et du Sud, du Mexique au Pérou. Le genre Gaussia est présente dans le nord de l'Amérique centrale et dans les Caraïbes, et l'Hyophorbe est un endémique des Mascareignes .

## Systématique
La tribu Chamaedoreeae au sens de Dransfield et al. (2008) sont identifiés dans toutes les études comme un groupe de parenté naturelle ( monophylie ). Sa position au sein de la sous-famille des Arecoideae n'est pas encore très claire.
Cette tribu comprend cinq genres, dont les relations sont encore mal établies:
- Hyophorbe
- Wendlandiella
- Synechanthus
- Chamaedorea
- Gaussia

## Galerie

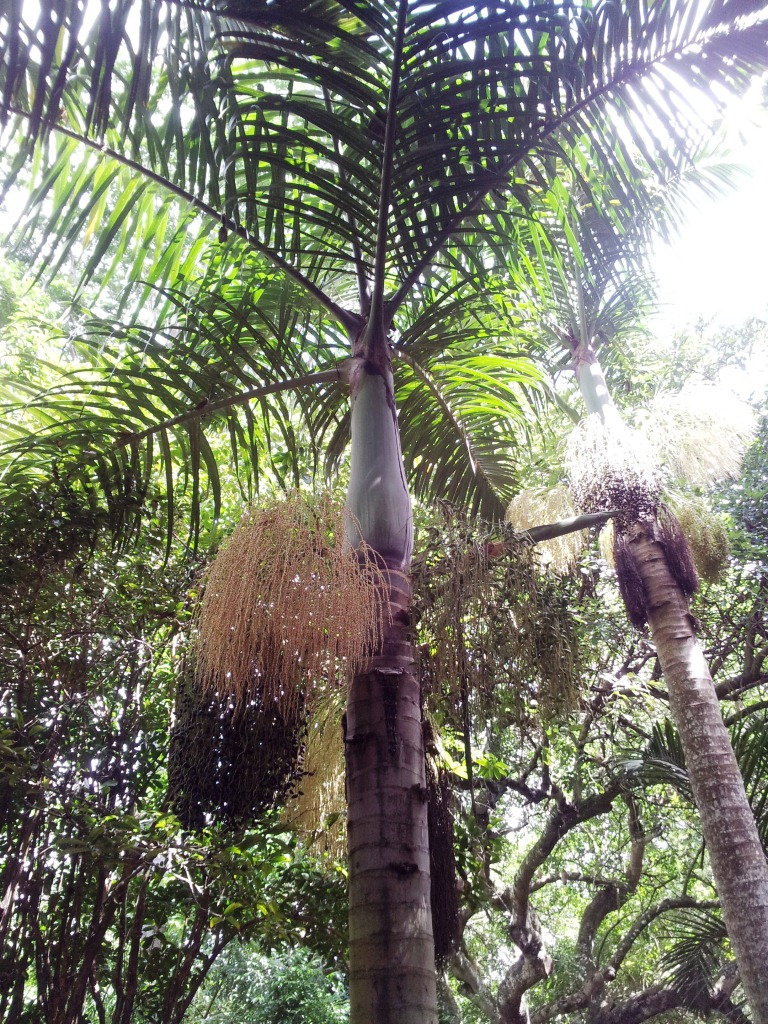
Hyophorbe verschaffeltii
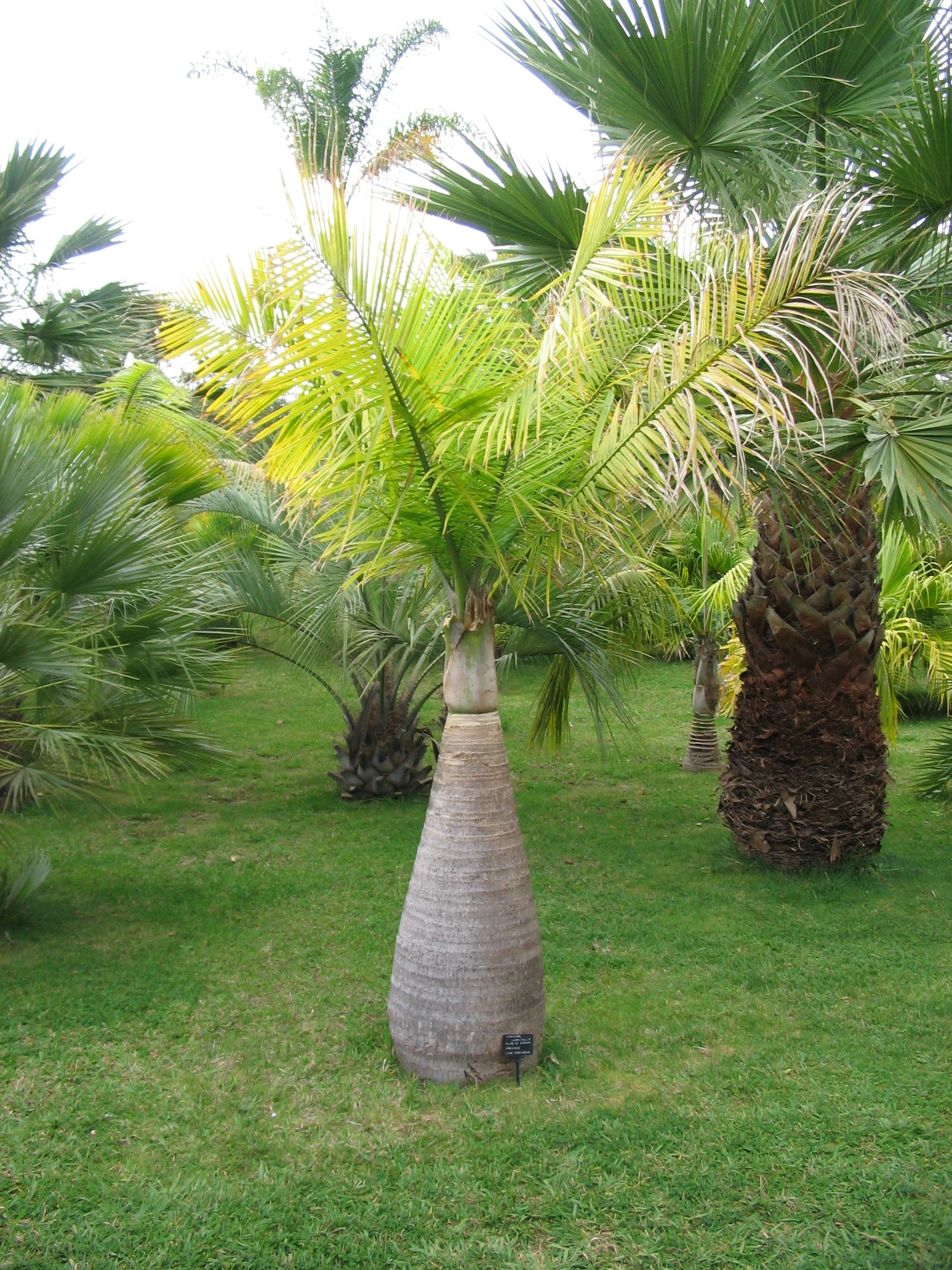
Hyophorbe lagenicaulis
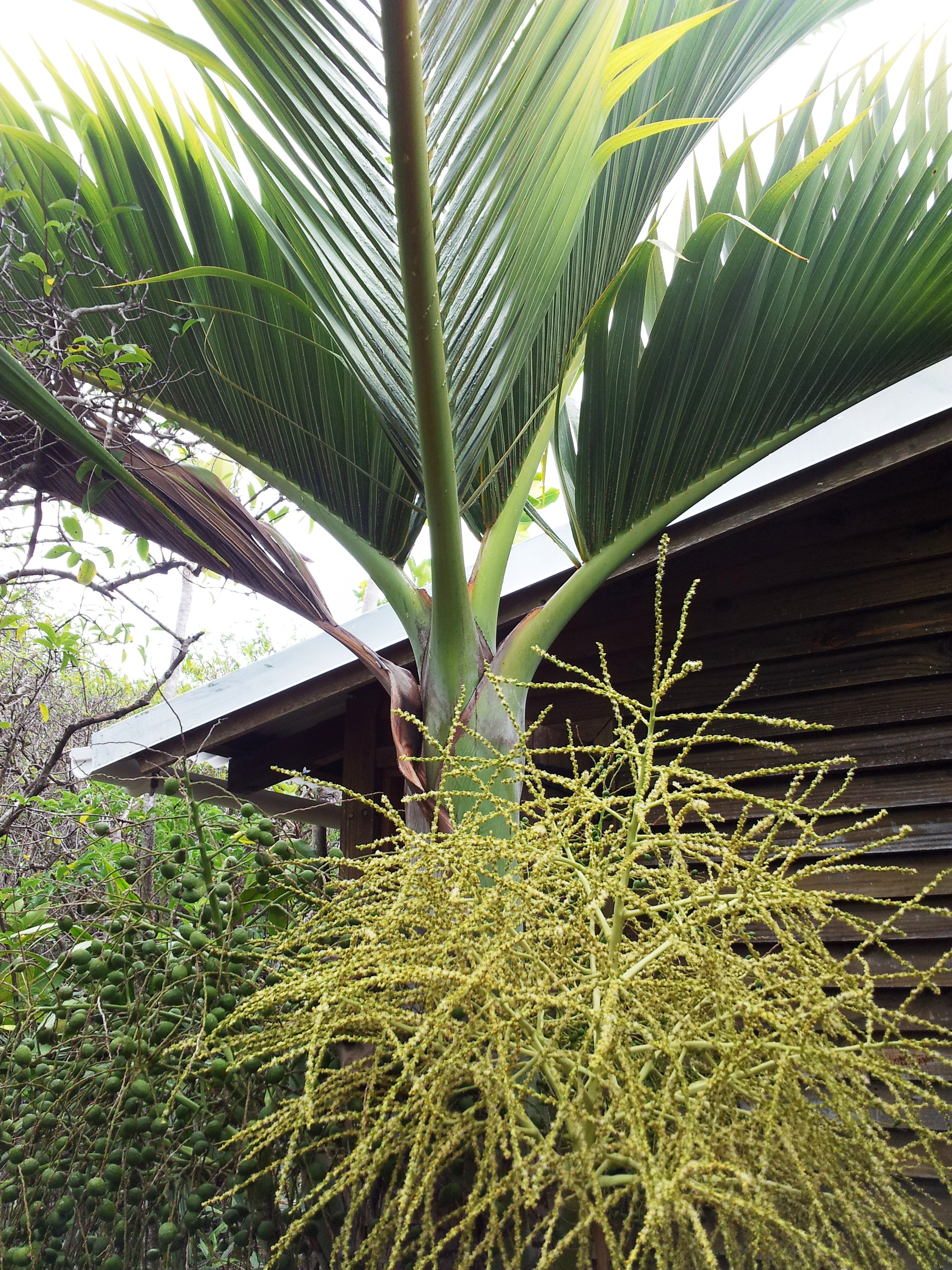
Hyophorbe vaughanii
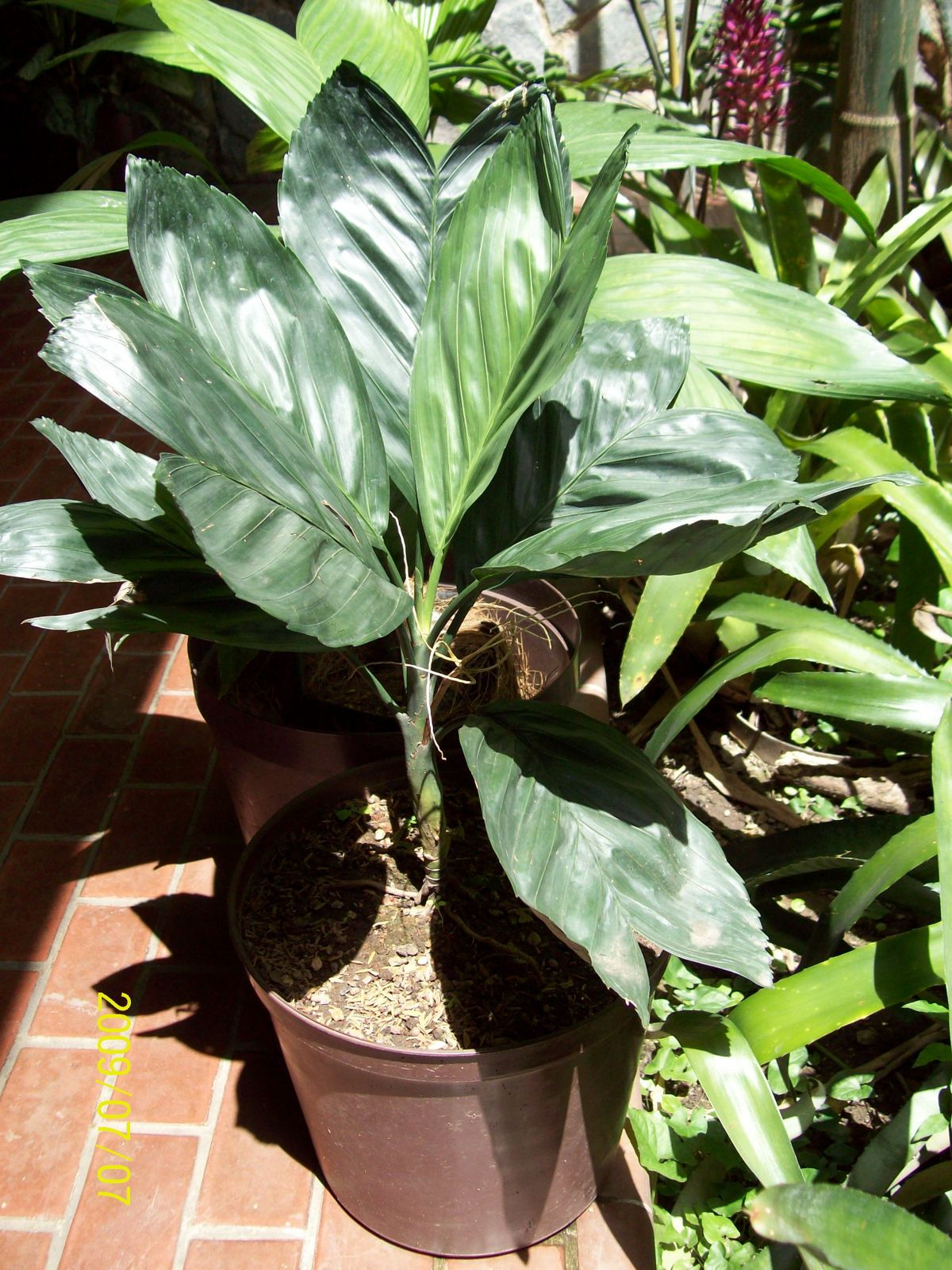
Chamaedorea metallica
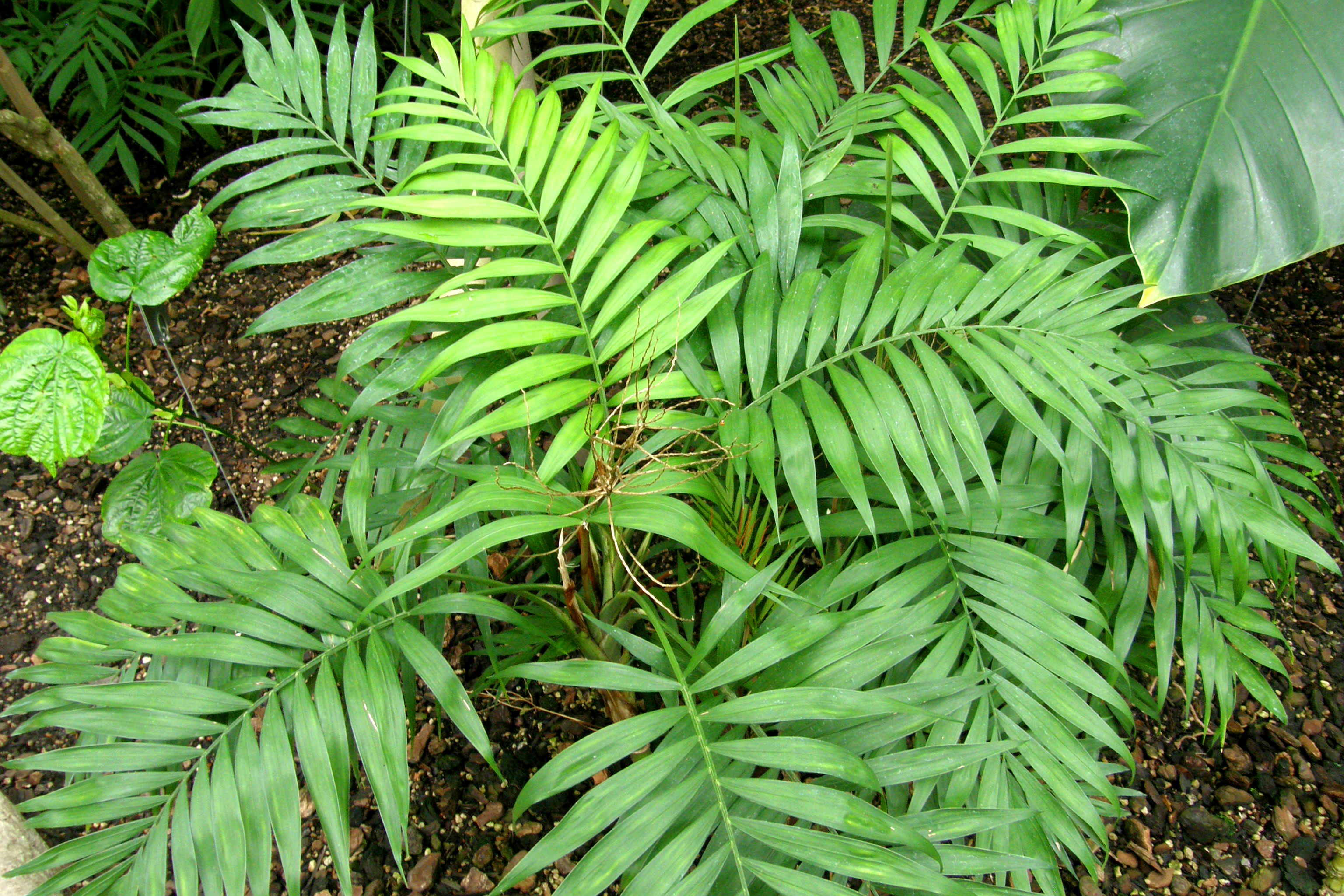
Chamaedorea elegans
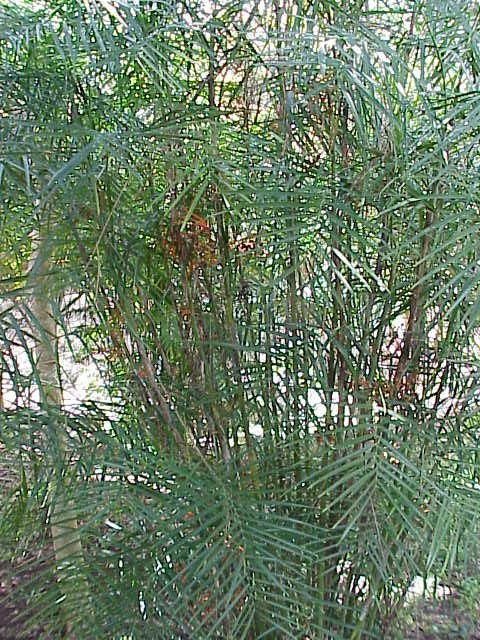
Chamaedorea seifrizii
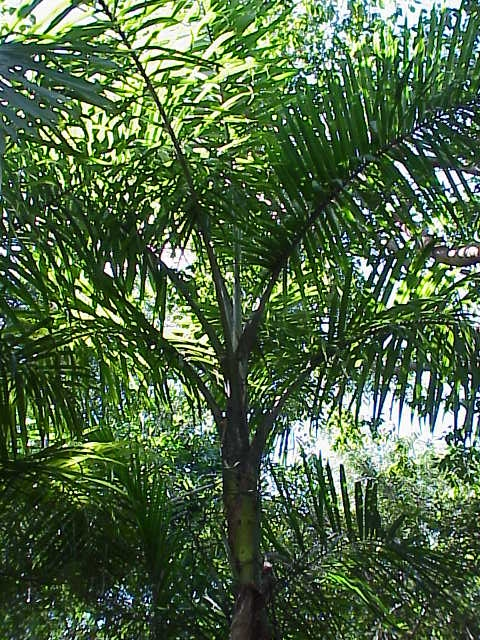
Gaussia maya
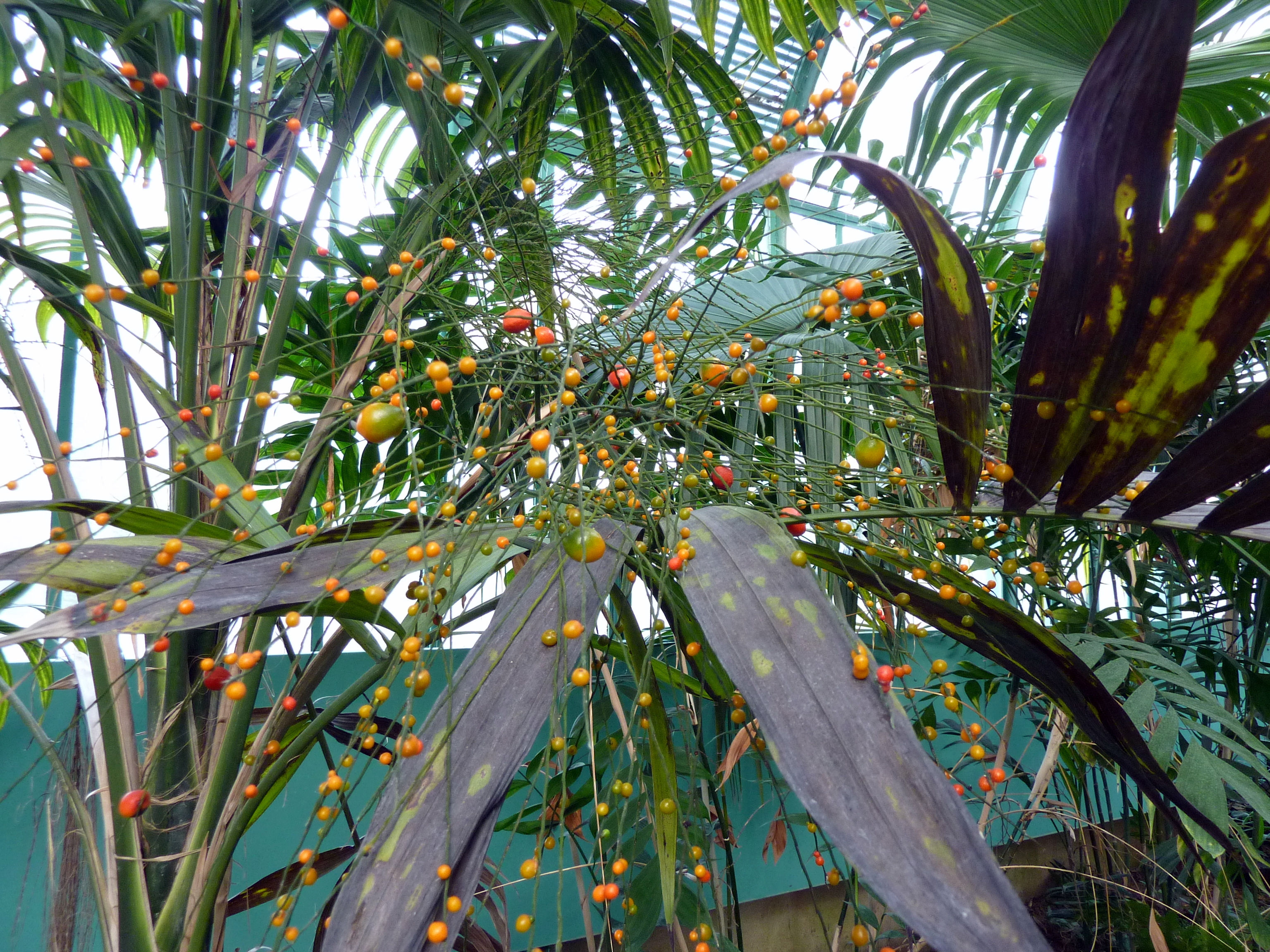
Synechanthus fibrosus

## Documents
- John Dransfield, Natalie W. Uhl, Conny B. Asmussen, William J. Baker, Madeline M. Harley, Carl E. Lewis: Genera Palmarum. The Evolution and Classification of Palms. Zweite Auflage, Royal Botanic Gardens, Kew 2008,  (ISBN 978-1-84246-182-2), S. 369f.
- William J. Baker., John Dransfield : Beyond Genera Palmarum: progress and prospects in palm systematics  -  Botanical Journal of the Linnean Society (Oxford Academy)   2016  , Volume 182, Issue 2  , pages=207–233  https://academic.oup.com/botlinnean/article/182/2/207/2707815